# John Sibbit
John Ephraim „Jack“ Sibbit (* 4. März 1895 in Manchester; † 5. August 1950 in ebenda) war ein britischer Radrennfahrer und nationaler Meister im Radsport.

## Sportliche Laufbahn
Sibbitt war im Bahnradsport aktiv. 1914 begann er mit dem Radsport. Sibbit war Teilnehmer der Olympischen Sommerspiele 1928 in Amsterdam. Im Tandemrennen gewann er mit seinem Partner Ernest Chambers die Silbermedaille hinter Bernard Leene und Daan van Dijk.
1936 startete er erneut bei den Olympischen Sommerspielen in Berlin. Im Tandemrennen wurde er mit Chambers auf dem 5. Platz klassiert.
Seinen ersten nationalen Titel im Bahnradsport gewann er 1922 über 5 Meilen. Britischer Meister im Sprint der Amateure wurde Sibbit 1925, 1927 und 1931. Er holte insgesamt 25 nationale Titel im Radsport während seiner Karriere. Dabei waren acht Titel im Tandemrennen, die er mit seinen Partnern Ernest Higgins, Dennis Horn und Ernest Chambers holte (1924, 1928, 1929, 1930, 1931, 1932, 1936 und 1937). 
1925 und 1930 siegte er im Muratti Gold Cup, einem der bedeutendsten internationalen Bahnradsportwettbewerbe seiner Zeit. 
Von 1922 bis 1932 nahm er an allen UCI-Bahn-Weltmeisterschaften teil. 1926 wurde er Zweiter im Grand Prix Kopenhagen hinter Willy Falck Hansen und 1927 Zweiter im Sprint beim Good Friday Meeting hinter Mathias Engel.

## Berufliches
Nach seiner aktiven Laufbahn wurde er Trainer und war als Radsportfunktionär tätig. Er betrieb einen Fahrradladen in Manchester, in dem er von ihm entwickelte Räder verkaufte.

## Ehrungen
Ihm zu Ehren wurde das Rennen Jack Sibbit Memorial Sprint in Manchester ins Leben gerufen. 